# Elephanta
Elephanta és una illa de l'Índia, una de les del grup de Mumbai (Bombai) també anomenada Gharapuri (Lloc de Coves). És una destinació turística pels diversos temples en coves que hi ha, excavats a la roca amb relleus de gran bellesa.
El nom li van donar els portuguesos al segle xvi quan van veure una escultura d'un elefant; se'l van voler emportar però no ho van aconseguir (si que es van emportar l'única pedra amb una inscripció, el 1540, la qual s'ha perdut) però els britànics es van emportar l'elefant el 1864 i el van posar als Jardins Victòria de Bombai; avui és al Dr Bhau Daji lad Museum de Bombai. Les coves se suposen excavades segons la tradició en temps dels Padaves o per un rei de Kanara anomenat Banasur (la tradició que les atribueix a Alexandre el Gran no té fonament). Se les ha datat entre els segles VIII i X.
L'illa té una superfície de 4 km² i està situada a 18° 57′ N, 72° 56′ E / 18.950°N,72.933°E. Forma part del districte de Raigad a Maharashtra. Hi ha tres pobles a l'illa: Shentbandar, Morabandar i Rajbandar, la darrera la població principal. Les coves són a Shentbandar.